# 希基
49°48′14″N 35°40′59″E / 49.80389°N 35.68306°E
希基（烏克蘭語：Шийки）是位於烏克蘭東部的村莊，由哈爾科夫州博霍杜希夫區的瓦爾基市鎮負責管轄。該村始建於1750年，面積3.98平方公里，海拔高度155米，2001年人口45，人口密度每平方公里11.3人。